# 阿尼敦 (新澤西州)
阿尼敦（英語：Arneytown）是位於美國新澤西州伯靈頓縣及蒙茅斯縣的非建制地區。

## 歷史
阿尼敦的郵局於1827年設立，其後於1871年停運。

## 地理
阿尼敦所處的海拔為高於海平面50米（即164英呎），而該地所採用的時區為UTC-5，即北美东部时区（EST）。同時該地設有夏令時間，為UTC-5調快一小時，即UTC-4（EDT）。